# Issa (przystanek kolejowy)
Issa (biał. Іса, ros. Исса) – przystanek kolejowy w lasach pomiędzy Baranowiczami a Słonimem, w rejonie słonimskim, w obwodzie grodzieńskim, na Białorusi.
Przed II wojną światową znajdowała się tu ładownia Issa. Nazwa pochodzi od przypływającej obok rzeki Issy.